# Adrian Grant
Pour les articles homonymes, voir Grant.
Adrian Grant, né le 6 octobre 1980 à Londres, est un joueur professionnel de squash représentant l'Angleterre. Il atteint, en août 2009, la neuvième place mondiale sur le circuit international, son meilleur classement.
Il est champion du monde par équipes avec l'Angleterre en 2013. Le plus grand exploit de sa carrière est sa victoire contre le no 2 mondial Grégory Gaultier au championnat du monde 2008 pour atteindre les quarts de finale. Il annonce sa retraite sportive en mars 2016 après une carrière de dix-sept ans.

## Palmarès

### Titres
- Santiago Open : 2010
- Malaysian Open : 2006
- Open des Pays-Bas : 2002
- Championnats du monde par équipes : 2013
- Championnats d'Europe par équipes : 7 titres (2004, 2007−2010, 2013, 2014)
- Championnats d'Europe junior : 1999

### Finales
- Houston Open : 2015
- Open de Macao : 2013
- Open de Kuala Lumpur : 2 finales (2009, 2012)
- Open de Pittsburgh : 2011
- Motor City Open : 2009
- Santiago Open : 2 finals (2009, 2011)
- Virginia Pro Championships : 2006
- Championnats britanniques : 2009